# كريستيان هانسن (عسكري)
كريستيان هانسن (بالألمانية: Christian Hansen)‏ هو ضابط ألماني، ولد في 10 أبريل 1885 في شلسفيغ في ألمانيا، وتوفي في 7 أغسطس 1972 في غارميش-بارتنكيرشن في ألمانيا.